# Absolutně černé těleso
Absolutně černé těleso, černé těleso nebo černý zářič je ideální těleso, které pohlcuje veškeré záření všech vlnových délek, dopadající na jeho povrch. Absolutně černé těleso je současně ideální zářič, ze všech možných těles o stejné teplotě vysílá největší možné množství zářivé energie. Celkové množství energie, které se vyzáří z povrchu absolutně černého tělesa za jednotku času, a rozložení intenzity záření podle vlnových délek závisí jen na jeho teplotě. Záření Slunce se poměrně dobře blíží záření absolutně černého tělesa s teplotou přibližně 5800 K, reliktní záření odpovídá záření absolutně černého tělesa s teplotou 2,7 K. Tento fyzikální pojem zavedl Gustav Kirchhoff v roce 1862.

## Experimentální aproximace absolutně černého tělesa

S rostoucí teplotou tělesa se vrchol intenzity záření posouvá ke kratším vlnovým délkám

Schopnost tělesa vysílat elektromagnetické záření úzce souvisí s jeho schopností pohlcovat záření, protože těleso při konstantní teplotě je v termodynamické rovnováze se svým okolím, tedy získává pohlcováním energie od okolí stejné množství energie, jako do okolí vysílá. Absolutně černé těleso je možno aproximovat dutým tělesem s velmi malým otvorem. Všechno záření, které vniká do dutiny, zůstává v dutině a postupně je stěnami dutiny pohlcené. Stěny dutiny neustále vysílají a pohlcují záření. Záření, které z dutiny uniká přes malý otvor, má vlastnosti blížící se záření absolutně černého tělesa.
Emisivita reálného černého tělesa je vždy nižší než emisivita absolutně černého tělesa. Obvykle se pohybuje v rozmezí 0,95 až 0,99 v závislosti na teplotě dutiny. Emisivita jako vlastnost taková je, mimo jiné, závislá na vlnové délce. Tudíž i emisivita reálného černého tělesa vykazuje spektrální závislost. To, jakou emisivitu reálné černé těleso má, se odvíjí od konstrukčního řešení dutiny a od použitého materiálu.
Experimentálně se zjistilo, že množství vyzářené energie závisí na teplotě a je tím větší, čím je teplota tělesa vyšší. Vysílané záření obsahuje elektromagnetické vlny různé vlnové délky a experimentálně se zjistilo, že množství energie záření s jistou vlnovou délkou se též mění. Množství vysílané energie se hodnotí pomocí spektrální hustoty záření I(λ), definované jako množství energie připadající na jednotkový interval vlnové délky. Pro všechny velikosti vlnové délky klesá k nule.

## Použití černého tělesa
Reálná černá tělesa lze použít jako
- kalibrační zdroje záření, např. pro kalibraci bezkontaktních čidel měření teploty (infradetektorů, pyrometrů, termografických kamer)
- referenční zdroje záření, např. ve vysokoteplotních metodách měření emisivity materiálů[1]

## Wienův posunovací zákon
Maximum spektrální hustoty záření I(λ) je při jisté hodnotě λ(max), přičemž
{\displaystyle \lambda _{max}={\frac {b}{T}}} , b=2,897 768 5(51)×10−3 m K
Tento empirický vztah se nazývá Wienův posunovací zákon.

## Zákon záření absolutně černého tělesa podle klasické fyziky
Ze zákonů klasické fyziky koncem 19. století Rayleigh a Jeans odvodili zákon záření absolutně černého tělesa ve tvaru:
{\displaystyle \mathrm {d} I(\lambda )=I_{\lambda }\mathrm {d} \lambda ={\frac {8\pi kT}{\lambda ^{4}}}\mathrm {d} \lambda }
Tento vztah se nazývá Rayleighův–Jeansův zákon. Při snižovaní λ k hodnotám ultrafialové části spektra by {\displaystyle I_{\lambda }} směrovalo k nekonečnu, což bylo v příkrém rozporu s experimenty. Tento nesoulad klasické teorie s experimentem se ve fyzikální literatuře nazýval ultrafialová katastrofa (modrá katastrofa).

## Kvantový zákon záření absolutně černého tělesa
Německý fyzik Max Planck se zabýval problémem záření absolutně černého tělesa a uvažoval, že příčinou selhávání klasické teorie bude něco, co se pokládá za samozřejmé, ale nemusí to být pravdivé. Vyslovil hypotézu, podle které si harmonický oscilátor může vyměňovat energii s okolím jen nespojitě po jistých kvantech.
{\displaystyle \epsilon =h\nu }
kde {\displaystyle \nu } je frekvence oscilátoru a {\displaystyle h} je Planckova konstanta, její hodnota je {\displaystyle h=6{,}626\cdot 10^{-34}\mathrm {Js} }
Na základě představy, že těleso se skládá z velkého množství takovýchto oscilátorů, odvodil zákon záření absolutně černého tělesa, který se vyjadřuje například v některé z těchto podob:
{\displaystyle \mathrm {d} M_{\mathrm {e} }={\frac {2\pi hc^{2}}{\lambda ^{5}}}{\frac {1}{e^{hc/\lambda kT}-1}}\,\mathrm {d} \lambda \quad }   (spektrum podle vlnové délky),
{\displaystyle \mathrm {d} M_{\mathrm {e} }={\frac {2\pi h\nu ^{3}}{c^{2}}}{\frac {1}{e^{{h\nu }/kT}-1}}\,\mathrm {d} \nu \quad }   (spektrum podle frekvence),
{\displaystyle \mathrm {d} M_{\mathrm {e} }={\frac {\hbar \omega ^{3}}{4\pi ^{2}c^{2}}}{\frac {1}{e^{\hbar \omega /kT}-1}}\,\mathrm {d} \omega \quad \,}   (spektrum podle úhlové frekvence),
kde
- {\displaystyle \mathrm {d} M_{\mathrm {e} }} je intenzita vyzařování (tj. zářivý výkon jednotky povrchu) na vlnových délkách od {\displaystyle \lambda } do {\displaystyle \lambda +\mathrm {d} \lambda }, resp. na frekvencích od {\displaystyle \nu } do {\displaystyle \nu +\mathrm {d} \nu }, resp. na úhlových frekvencích od {\displaystyle \omega } do {\displaystyle \omega +\mathrm {d} \omega },
- {\displaystyle T} je teplota absolutně černého tělesa,
- {\displaystyle h} je Planckova konstanta, 6,626×10−34 J s = 4,136×10−15 eV s
- {\displaystyle \hbar =h/2\pi } je redukovaná Planckova konstanta, 1,055×10−34J s = 6,582×10−16 eV s
- {\displaystyle c} je rychlost světla, 299 792 458 metrů za sekundu (1 079 252 848,8 km/h)
- {\displaystyle k} je Boltzmannova konstanta, 1,381×10−23 J/K, 8,617×10−5 eV/K.

Často se také uvádí vzorce pro zář {\displaystyle L_{\mathrm {e} }} (zářivý výkon jednotky povrchu do jednotky prostorového úhlu) namísto intenzity vyzařování {\displaystyle M_{\mathrm {e} }}. Jejich vzájemný vztah je {\displaystyle M_{\mathrm {e} }=\pi L_{\mathrm {e} }} díky tomu, že pro absolutně černé těleso je zář ve všech směrech stejná.

### Stefanův–Boltzmannův zákon
Hlavní článek: Stefanův–Boltzmannův zákon
Celková intenzita vyzařování {\displaystyle M_{\mathrm {e} }} absolutně černého tělesa, tedy celkové množství energie vyzářené jednotkou plošného obsahu za jednotku času (ve wattech na metr čtvereční), je úměrná čtvrté mocnině jeho teploty {\displaystyle T} (v kelvinech):
{\displaystyle M_{\mathrm {e} }=\sigma T^{4},}
kde {\displaystyle \sigma } je Stefanova–Boltzmannova konstanta.

## Radiační teplota
Radiační teplota je taková teplota T absolutně černého tělesa, při které má hodnotu intenzity vyzařování HE0 stejnou jako intenzita vyzařování tělesa reálného HE .